# Мордовия (энциклопедия)
«Мордовия» — универсальное справочно-энциклопедическое издание в двух томах, в котором в алфавитном порядке опубликованы сведения об административном устройстве, истории, науке и культуре Республики Мордовия, а также общественно-политической жизни, искусстве, архитектуре, экономическом развитии и природно-климатических условиях. В энциклопедии содержатся краткие биографии людей, внёсших значительный вклад в историю развития Республики Мордовия.

## История
Идею создания энциклопедического «Справочника о Мордовии» впервые высказали учёные НИИ мордовской культуры в период его становления, то есть в начале 1930-х годов. В декабре 1994 года Совет Министров — Правительство Республики Мордовия принял постановление об издании мордовской энциклопедии. В авторский коллектив вошли более 200 учёных, деятелей культуры, ведущих специалистов во всех отраслях народного хозяйства республики.
В 2015 году энциклопедия была внесена в электронный каталог Российской национальной библиотеки.

## Содержание энциклопедии
- Т. 1: А—М. — 2003. — 570, [5] с.: ил., нот., карт. — ISBN 5-7595-1543-8[2]
- Т. 2: М—Я. — 2004. — 699, [3] с.: ил., портр., карт. — Библиогр.: с. 677—692. — ISBN 5-900029-08-5[3][4][5]

## Издание 2007 года
Работа авторского коллектива энциклопедии была продолжена и после её издания. По методике Большой российской энциклопедии учёные республики подготовили более 6000 статей на мокшанском и эрзянском языках.
В 2007 году вышла в свет энциклопедия «Мордовиясь» на эрзянском и мокшанском языках. Выпуск двухтомника был приурочен к первому Международному фестивалю финно-угорских народов «Шумбрат Финно-Угрия!»